# Aranyfarú szövő
Az aranyfarú szövő (Euproctis chrysorrhoea) a kvadrifid bagolylepkefélék családjába tartozó, Eurázsiában és Észak-Amerikában honos éjjeli lepkefaj. 

## Megjelenése
Az aranyfarú szövő szárnyfesztávolsága 25-35 mm a hím, 35-45 mm a nőstény esetében. Feje és tora fehér, potroha sárgásvörös vagy szürkéssárga, feltűnő, sötét barnássárga farpamaccsal. A szárnyak fehérek, kissé sárgás árnyalatúak. A hím elülső szárnyán a külső szegletnél, a szegélynél és középen kis fekete foltok láthatók; számuk változó, sokszor hiányoznak. A nőstényeknél általában csak az elülső szárny külső szegleténél található folt. A hátulsó szárny egyszínű. A fonák fehér, a hímek elülső szárnyának elülső szegélye mentén barnásszürke. A hím csápja feltűnően fésűs, a nőstényé fonálszerű. 
Változékonya nem számottevő. 
Hernyója feketésszürke, barna szemölcsein sárgásbarna szőrcsomókkal. Az első szelvényen narancsszínű rajzolat, az utolsó két szelvényen két narancsszínű folt folt látszik, a hátán két vékony narancssárga sáv fut végig. Az oldalain lévő szemölcsökön hosszúkás fehér foltok sorakoznak. 

### Hasonló fajok
A sárgafarú szövő hasonlít hozzá.

## Elterjedése
Eurázsiában honos, az Ibériai-félszigettől Iránig. A 19. század végén behurcolták az Egyesült Államokba, de mára csak Maine és Massachusetts államokban maradt meg. Magyarországon mindenütt előforduló, gyakori faj. 

## Életmódja
Ligeterdők, cserjések, bozótosok, elhanyagolt gyümölcsösök lakója.  
Évente egy nemzedéke nő fel, imágóival június-augusztusban lehet találkozni. Éjjel aktív, a mesterséges fényforrások vonzzák. A nőstény ágakra, fatörzsekre 12-18 mm-es csomókban rakja le petéit (akár 300-at egyszerre) és a farpamacsa szőrével be is fedi őket. Hernyója különféle lombos fák (pl. gyertyán, tölgy, körte, szilva, kökény) leveleit eszi szövedékben, csoportosan, akár tarra is rághatják a kisebb fákat. Ha elszaporodik, károkat okozhat. A hernyó szőrei a bőrön lokális irritációt, gyulladást; a letört szőrök belélegezve asztmaszerű tüneteket okoznak. A fiatal hernyó telel át közös szövedékben, majd a következő tavasszal szintén a szövedékben bebábozódik. 
Magyarországon nem védett.

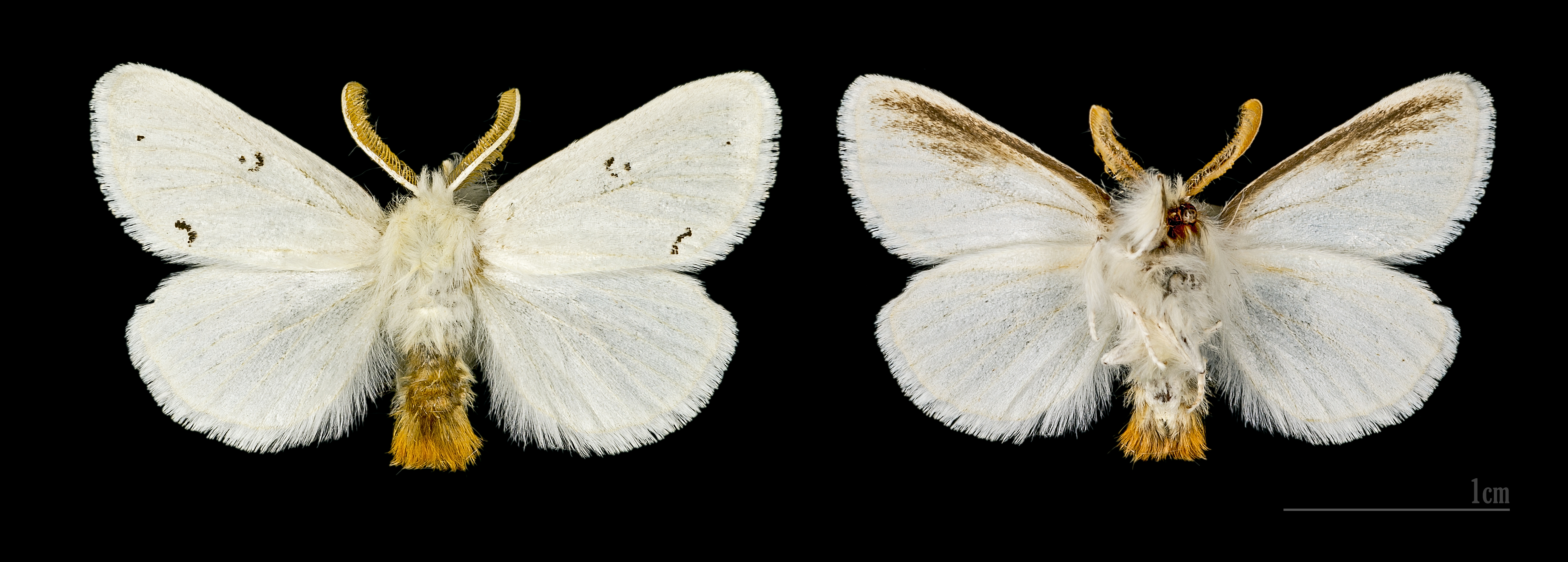
Hím
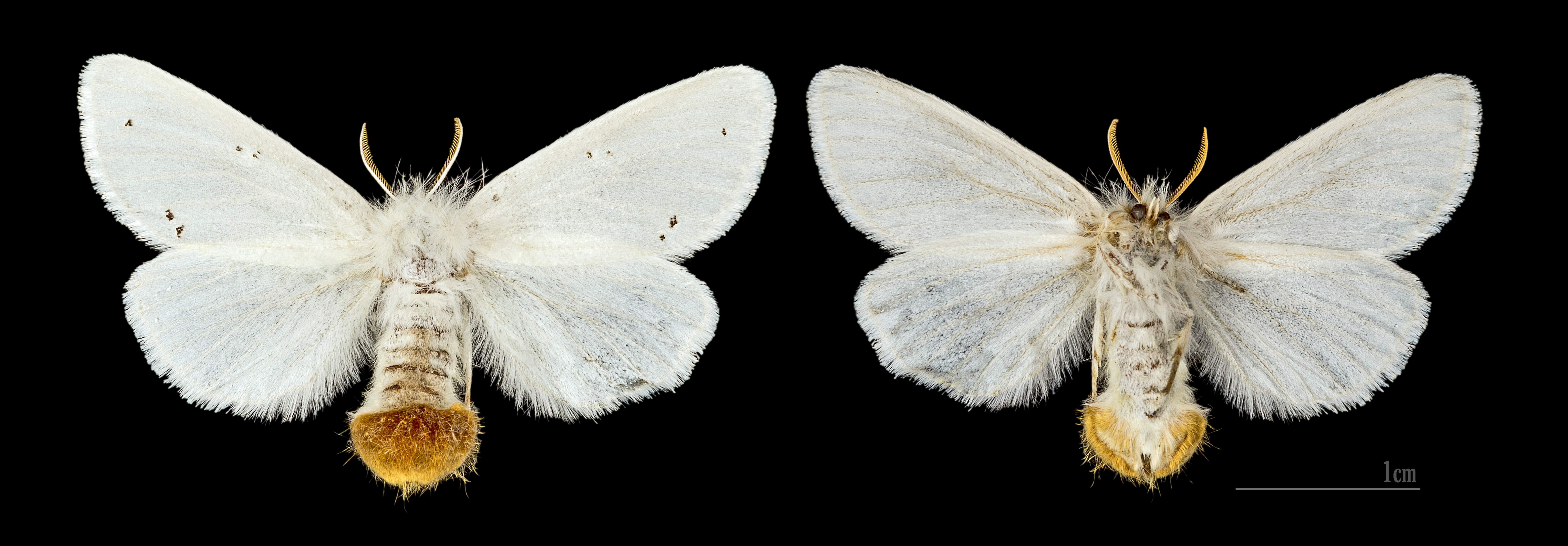
Nőstény
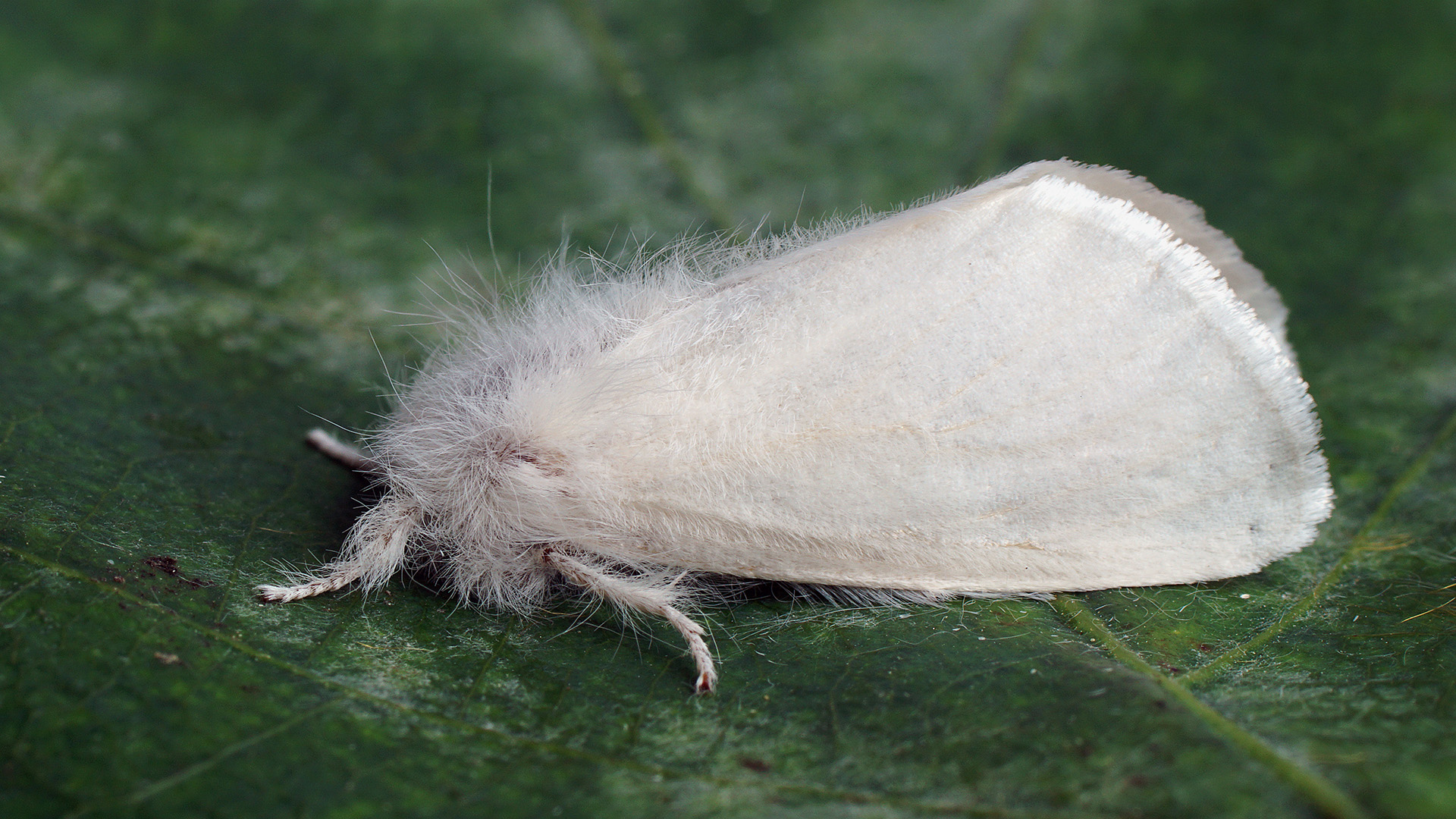
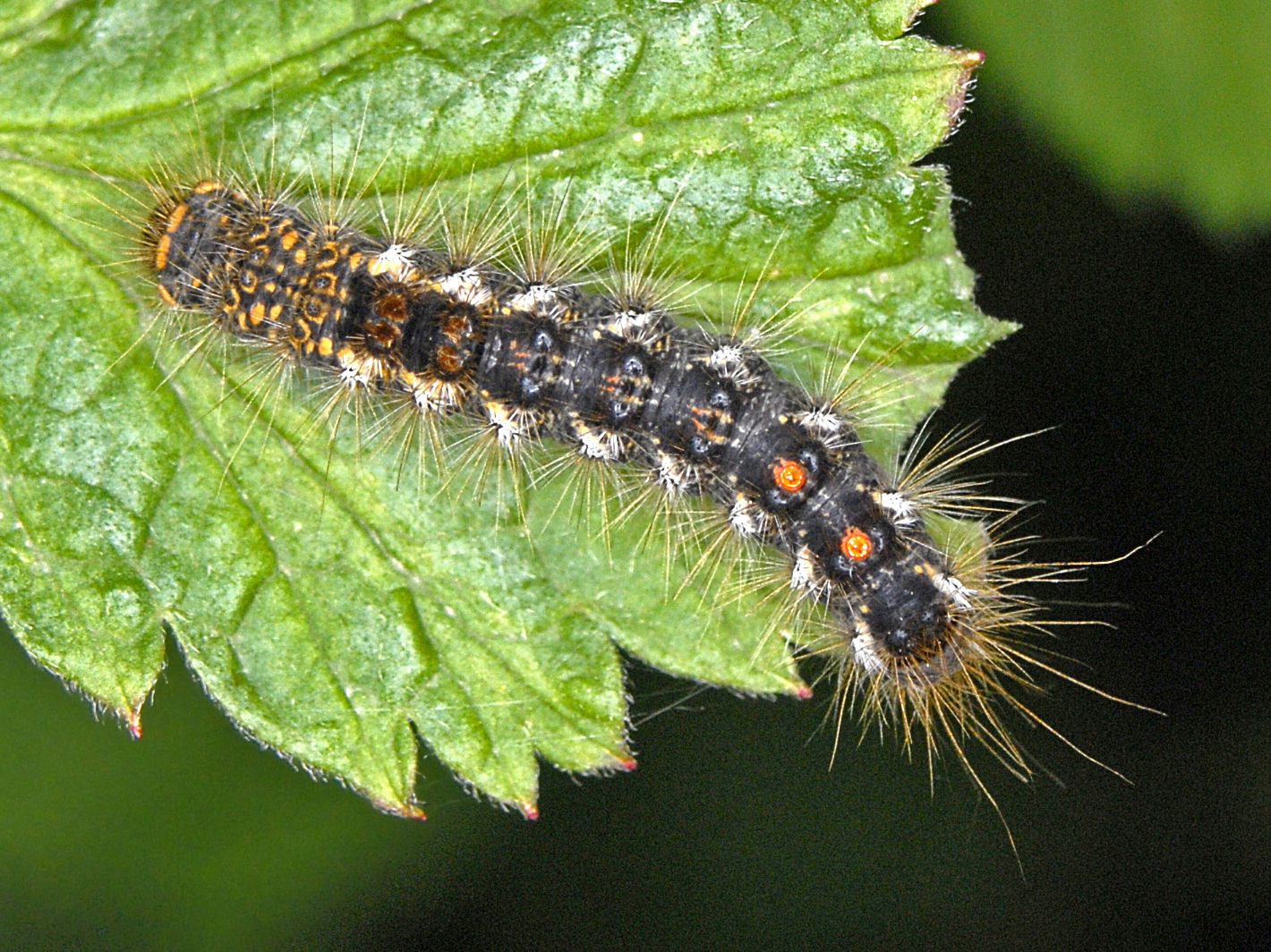
Hernyó
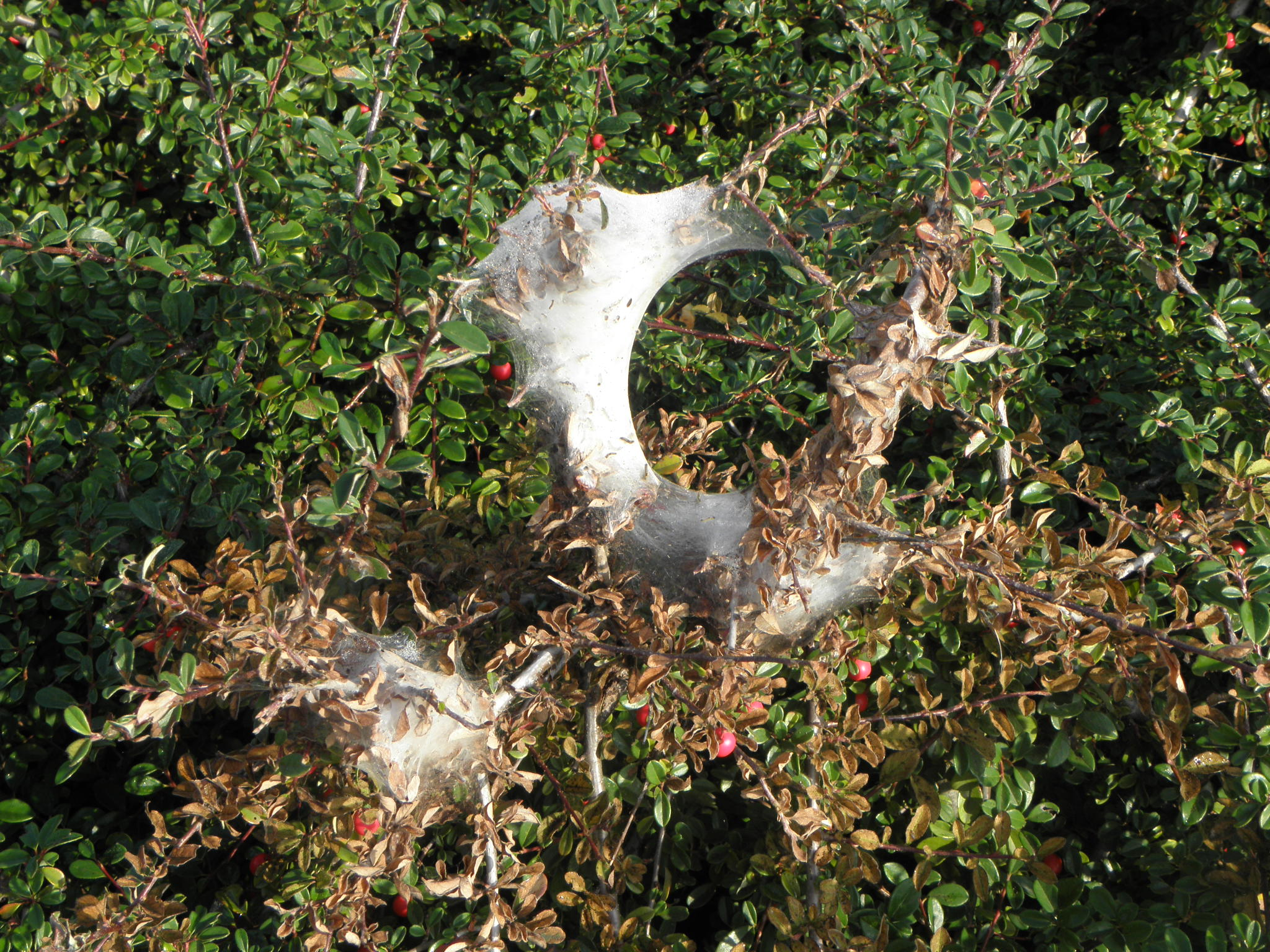
Hernyószövedék